# فهرست وابسته‌های دیپلماتیک هندوراس

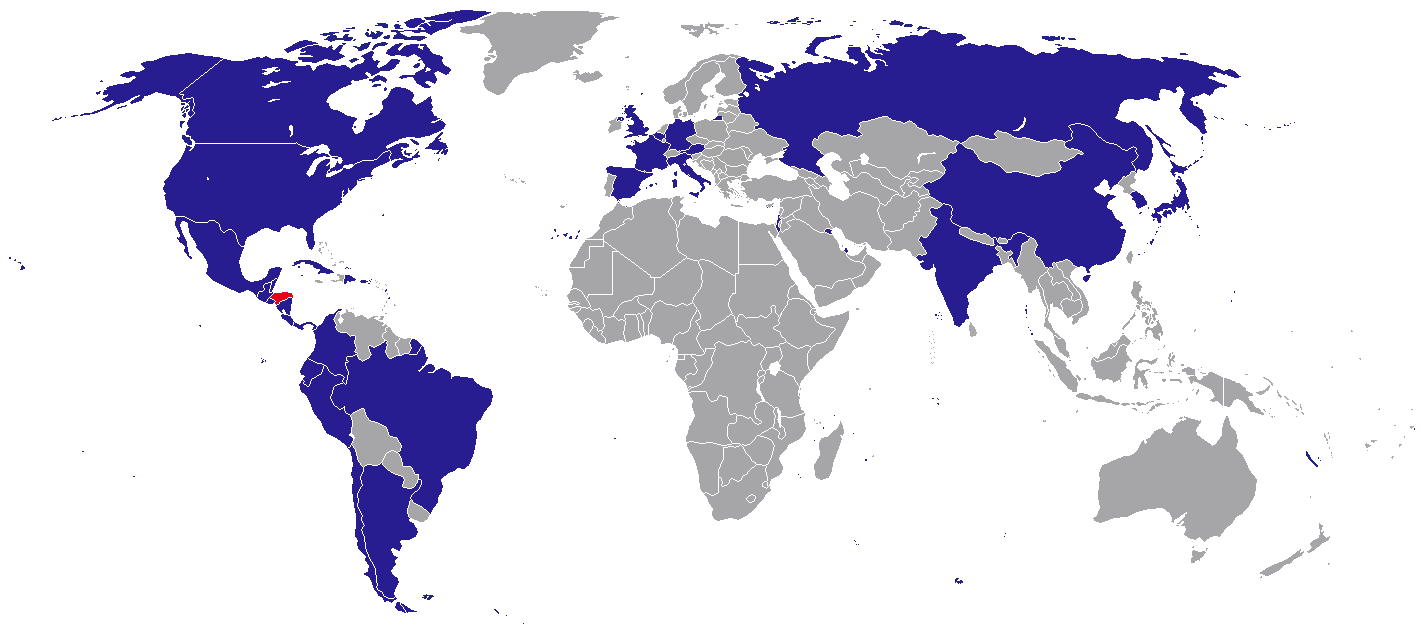
وابسته‌های دیپلماتیک هندوراس

این مقاله شامل فهرست وابسته‌های دیپلماتیک هندوراس است که کنسول‌گری‌های افتخاری را در بر نمی‌گیرد.

## آمریکا
- آرژانتین
  - بوئنوس آیرس (سفارت)
- بلیز
  - بلیز سیتی (سفارت)
- برزیل
  - برازیلیا (سفارت)
- کانادا
  - اتاوا (سفارت)
  - مونترآل (سرکنسولگری)
- شیلی
  - Santiago (سفارت)
- کلمبیا
  - بوگوتا (سفارت)
- کاستاریکا
  - San José (سفارت)
- کوبا
  - هاوانا (سفارت)
- جمهوری دومینیکن
  - سانتو دومینگو (سفارت)
- اکوادور
  - کیتو (سفارت)
- السالوادور
  - سان سالوادور (سفارت)
- گواتمالا
  - گواتمالاسیتی (سفارت)
- مکزیک
  - مکزیکوسیتی (سفارت)
  - Puebla City (سرکنسولگری)
  - San Luis Potosí (سرکنسولگری)
  - تاپاچولا (سرکنسولگری)
  - تیخوانا (سرکنسولگری)
  - Veracruz (سرکنسولگری)
  - اکایوکان (آژانس کنسولی)
  - سالتییو (آژانس کنسولی)
  - Tenosique (آژانس کنسولی)
- نیکاراگوئه
  - ماناگوئه (سفارت)
- پاناما
  - پاناماسیتی (سفارت)
- پرو
  - لیما (سفارت)
- ایالات متحده آمریکا[۱]
  - واشینگتن، دی.سی. (سفارت)
  - آتلانتا (سرکنسولگری)
  - بوستون (سرکنسولگری)
  - Charlotte (سرکنسولگری)
  - شیکاگو (سرکنسولگری)
  - دالاس (سرکنسولگری)
  - هیوستون (سرکنسولگری)
  - لس آنجلس (سرکنسولگری)
  - مک‌آلن (سرکنسولگری)
  - میامی (سرکنسولگری)
  - نیواورلئان (سرکنسولگری)
  - نیویورک (سرکنسولگری)
  - سان فرانسیسکو (سرکنسولگری)
  - سیاتل (سرکنسولگری)

## آسیا
- اسرائیل
  - اورشلیم (سفارت)
- ژاپن
  - توکیو (سفارت)
- کویت
  - کویت (سفارت)
- کره جنوبی
  - سئول (سفارت)
- تایوان
  - تایپه (سفارت)

## اروپا
- اتریش
  - وین (سفارت)
- بلژیک
  - بروکسل (سفارت)
- فرانسه
  - پاریس (سفارت)
- آلمان
  - برلین (سفارت)
- سریر مقدس
  - رم (سفارت)[note ۱]
- ایتالیا
  - رم (سفارت)
- روسیه
  - مسکو (سفارت)
- اسپانیا
  - مادرید (سفارت)
  - بارسلون (سرکنسولگری)
- بریتانیا
  - لندن (سفارت)

## سازمان‌های چندجانبه
- اتحادیه اروپا

- - بروکسل (مأموریت در اتحادیه اروپا)
- سازمان ملل متحد
  - ژنو (مأموریت دائمی در سازمان ملل متحد و سازمان‌های چندجانبه)
  - نیویورک (مأموریت دائم)
- یونسکو
  - پاریس (مأموریت دائم)
- فائو
  - رم (مأموریت دائم)
- سازمان کشورهای آمریکایی
  - واشینگتن، دی.سی. (مأموریت دائم)

## نگارخانه

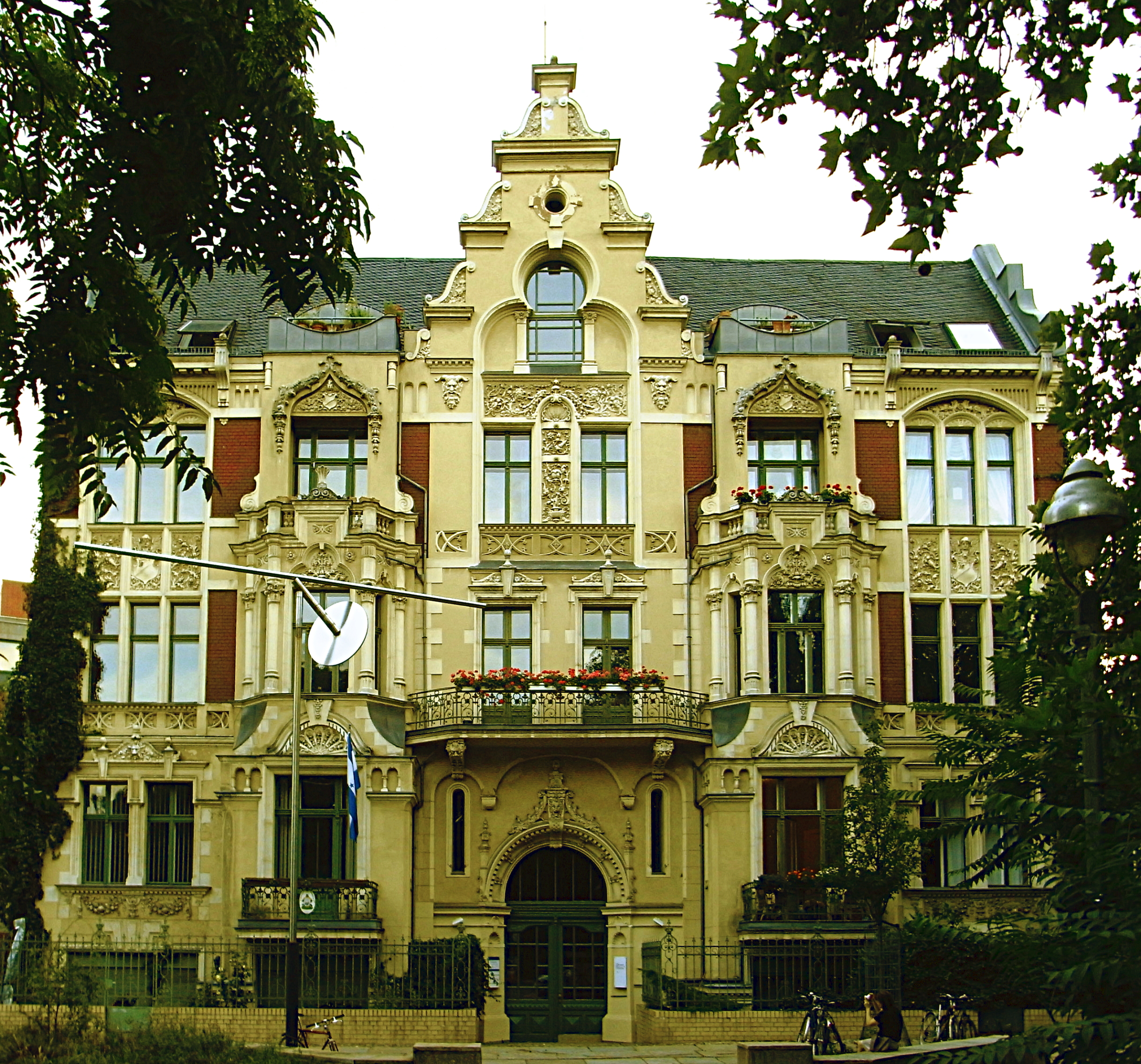
سفارت‌خانهٔ هندوراس در برلین
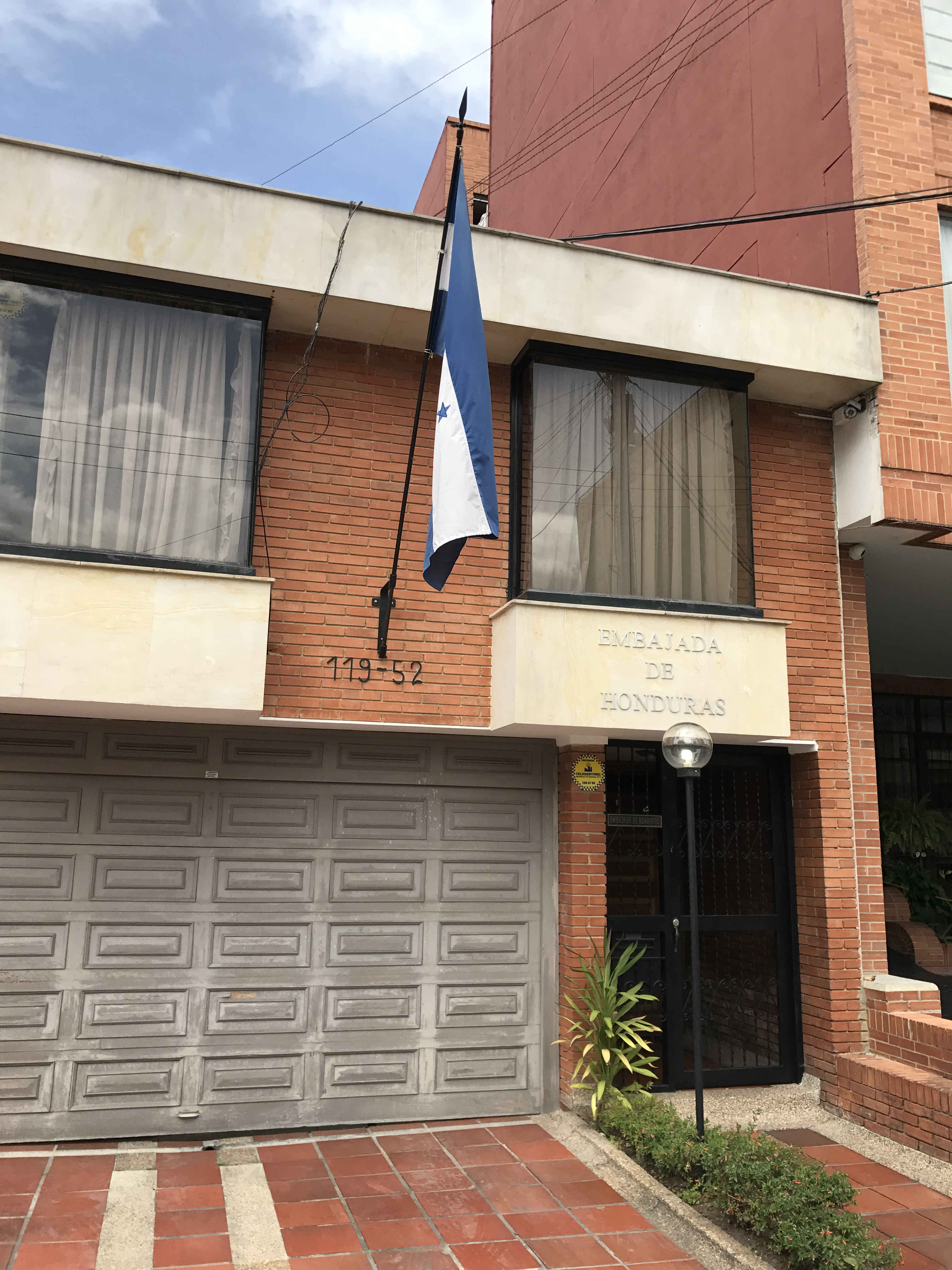
سفارت‌خانهٔ هندوراس در بوگوتا
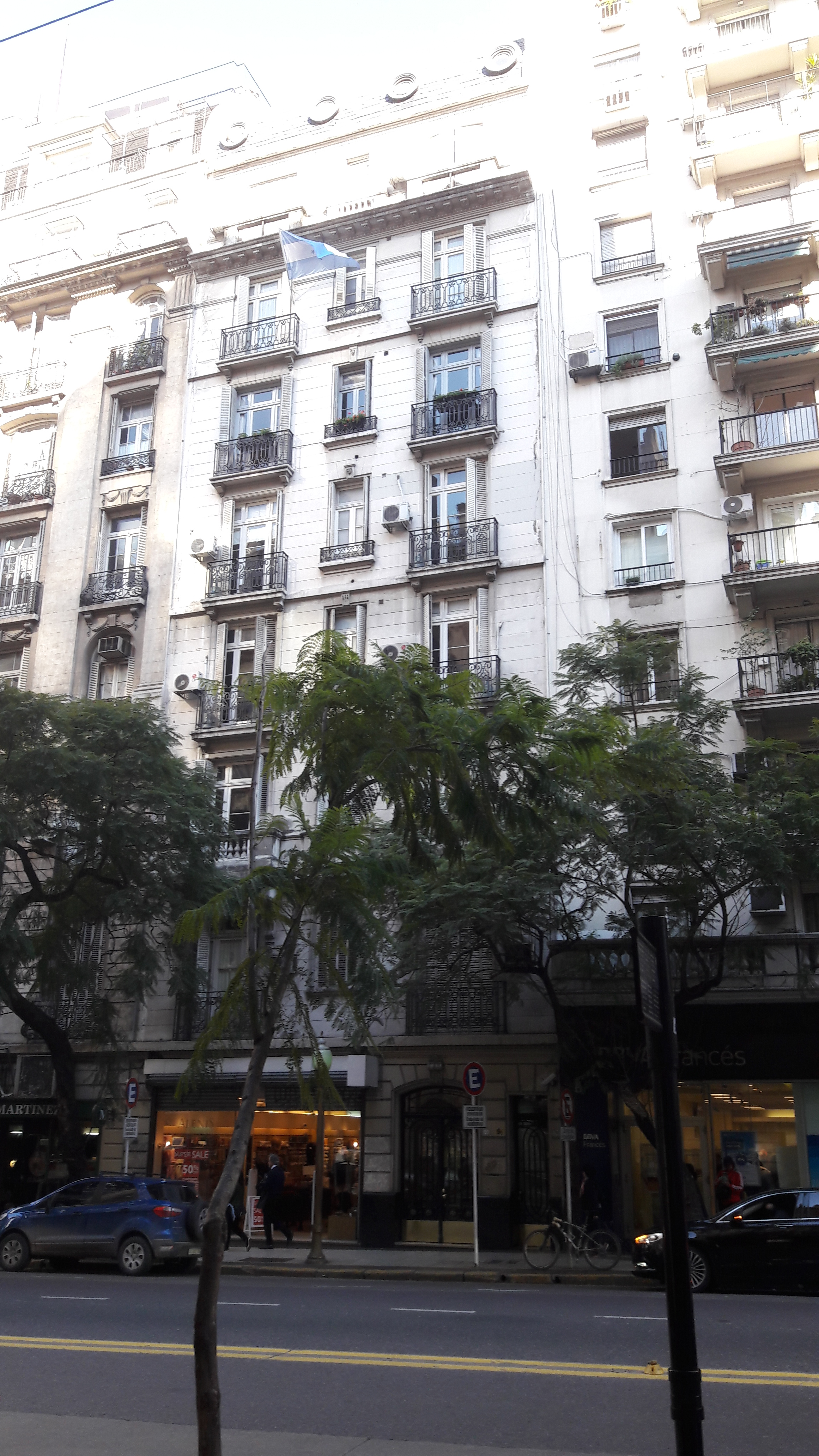
سفارت‌خانهٔ هندوراس در بوئنوس آیرس
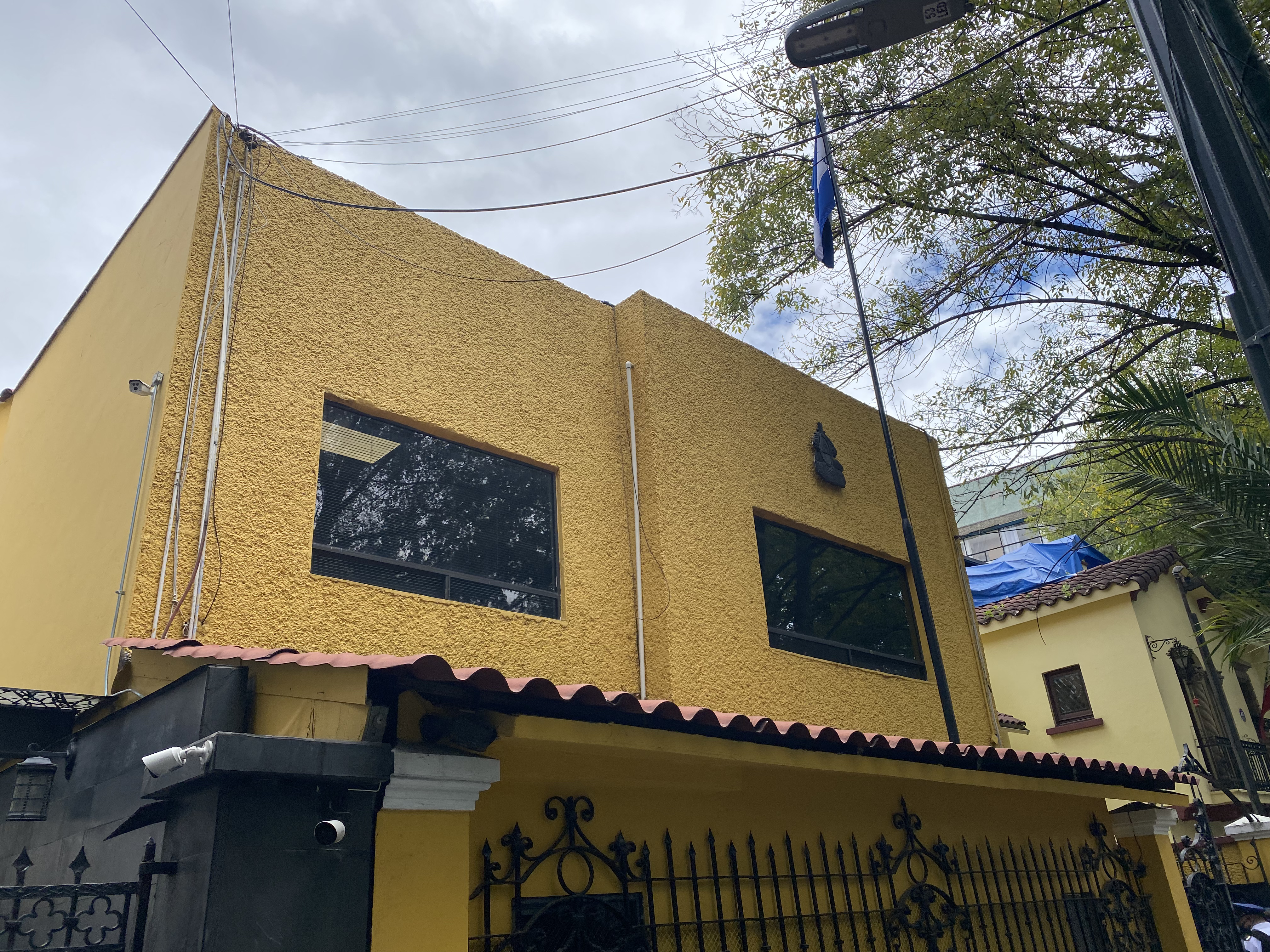
سفارت‌خانهٔ هندوراس در مکزیکوسیتی
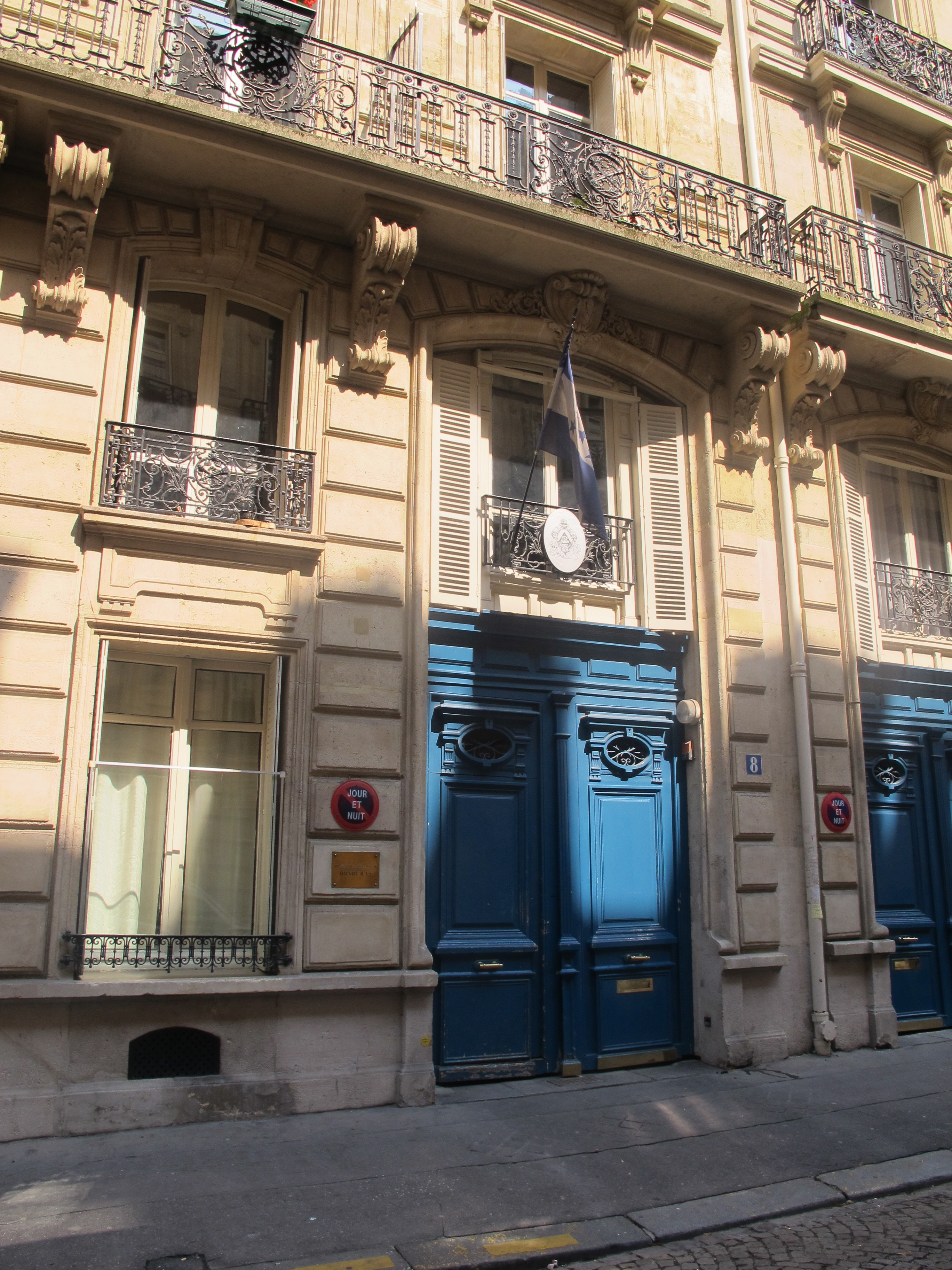
سفارت‌خانهٔ هندوراس در پاریس
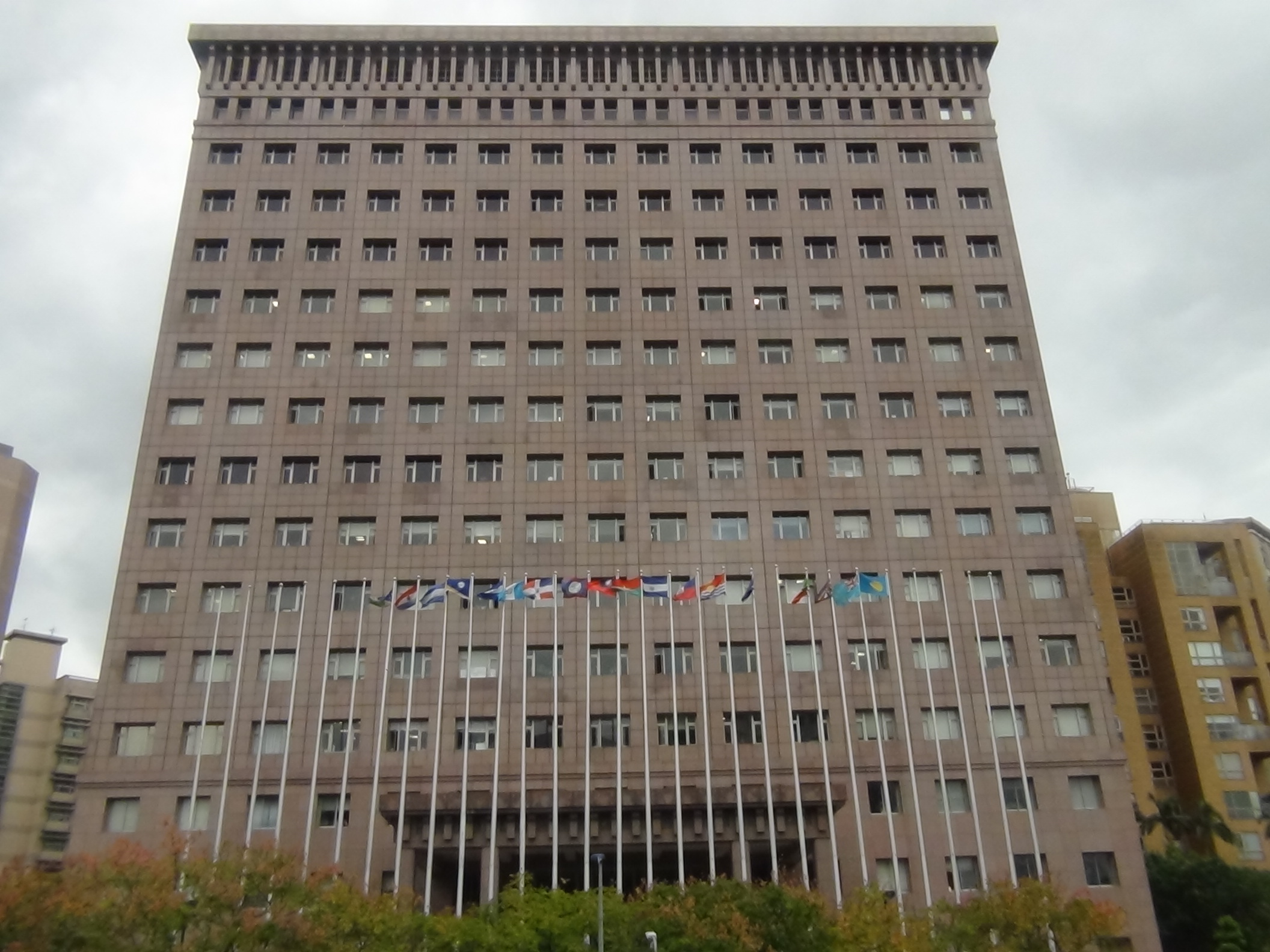
سفارت‌خانهٔ هندوراس در تایپه